# Eight Miles High
«Eight Miles High» es una canción de la banda de rock The Byrds, escrita por Gene Clark, Jim McGuinn, y David Crosby y su primera publicación fue en forma de sencillo en marzo del 1966.
El sencillo llegó al Top 20 of the Billboard Hot 100 y al Top 30 of the UK chart. La canción fue también incluida en el tercer álbum de la banda, Fifth Dimension, lanzado el 18 de julio de 1966.

## Otras versiones
La canción fue grabada por otros artistas en numerosas ocasiones, una de las versiones más notables fue la de Golden Earring en 1969 que duraba alrededor de diecinueve minutos.
Otros artistas que grabaron covers de esta canción:
- The Ventures en Go With The Ventures (1966).
- Leathercoated Minds en A Trip Down to Sunset Strip (1968).
- Leo Kottke en Mudlark (1971).
- Roxy Music en Flesh And Blood (1980).
- Hüsker Dü como sencillo bonus lanzado junto a su LP Zen Arcade (1984).
- El tercer grupo predecesor de ELP hizo un cover en el álbum To the Power of Three, cambiando la letra original (1988).
- Ride en Through The Looking Glass - 1966 (1990)
- Stewart/Gaskin en Spin (1991).
- Robyn Hitchcock en su álbum de Greatest Hits (1996).
- Rockfour en Wild Animals EP (2000) y en ...For Fans Only (2003).
- Chris Hillman en The Other Side (2005).
- Les Fradkin en su álbum 12 (2006) y como parte del Timeless Flyte: A Tribute to the Byrds - Eight Miles High (2007).
- The Postmarks en By the Numbers (2008).